# Cova de l'Or

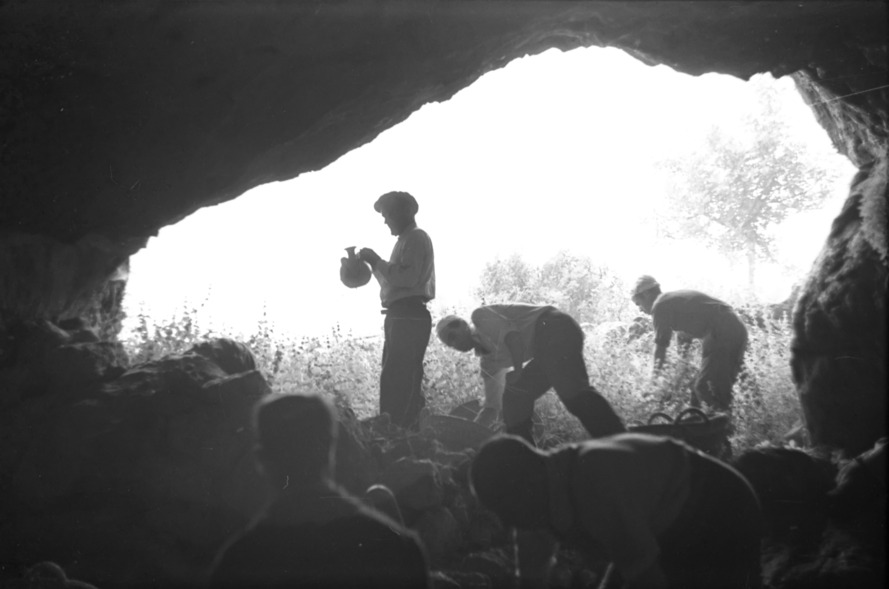
Excavaciones de 1955 en la boca de la cueva.

La cova de l’Or es un yacimiento arqueológico que se encuentra en el término municipal de Beniarrés en la comarca del Comtat, provincia de Alicante en la Comunidad Valenciana (España), a 650 metros sobre el nivel del mar. Se trata de un enclave neolítico datado sobre el sexto milenio antes de nuestra Era (alrededor del 5600 a. C.). De ella se han extraído una gran cantidad de materiales que se encuentran, la gran mayoría de ellos, en el Museo de Prehistoria de Valencia y en el Museo arqueológico Camil Visedo de Alcoy.

## Cueva
La cueva se ubica en el lado suroeste de la Serra del Benicadell, sobre el valle de río Serpis.
La cavidad está formada por una sala alargada, de 24 metros de profundidad por 8 de ancho, en sentido suroeste o noreste. El suelo de la cueva está ligeramente inclinado hacia el interior. Dentro de ella se pueden apreciar grandes bloques y estalagmitas. Es una cueva con excelentes condiciones de hábitat y acogió en ella a uno de los grupos de agricultores y ganaderos llegaron y se expandieron por estas tierras alrededor del año 
La cantidad y excepcionalidad de parte de los materiales aparecidos en la Cova de l’Or ha dado lugar a numerosas interpretaciones sobre su funcionalidad, proponiéndose su uso como espacio de significación social o de almacenamiento de excedentes para su redistribución en ceremonias por lo que no se descarta estar frente a un yacimiento utilizado para diferentes fines durante sus ocupaciones neolíticas.

## Comunidad de la Cova de l’Or

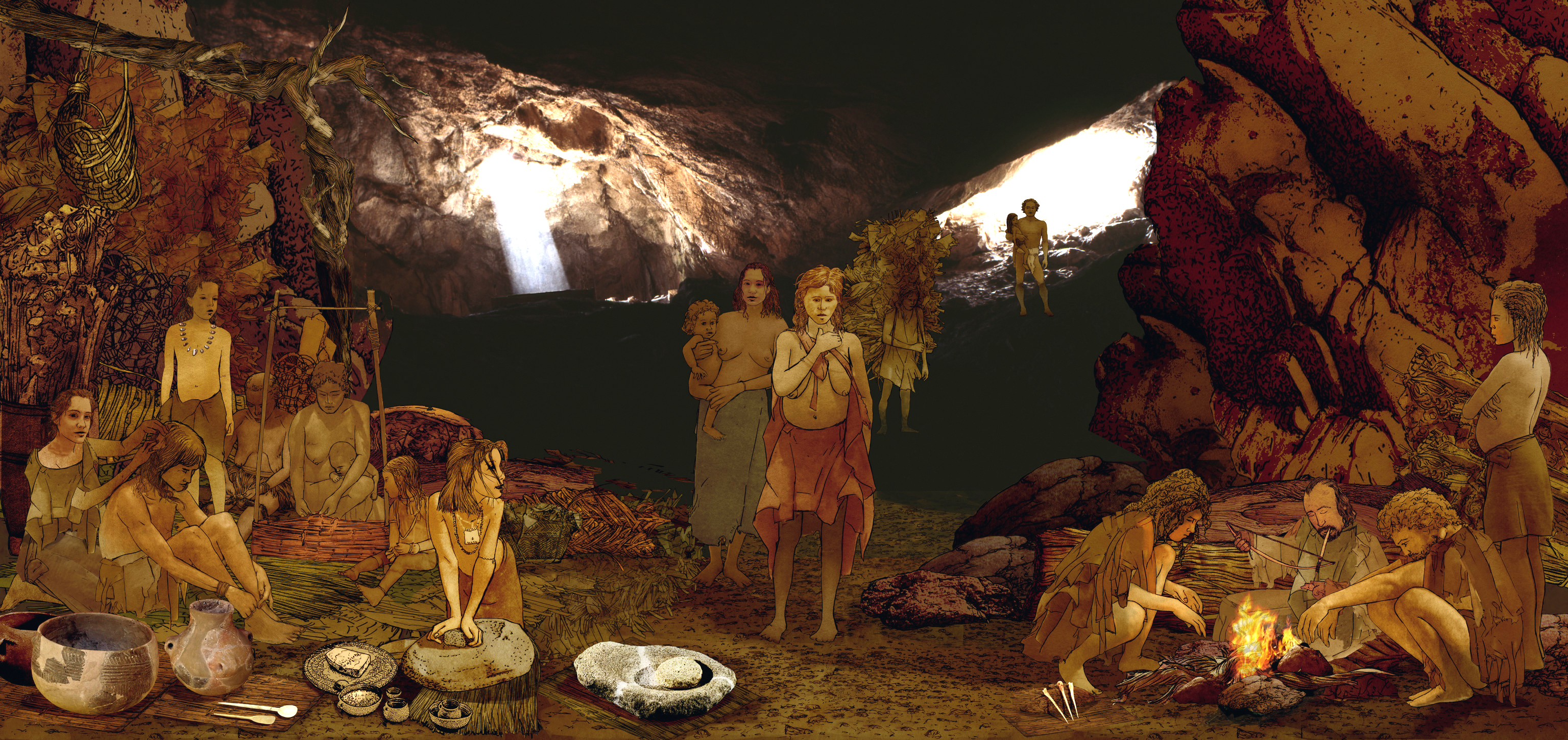
Reconstrucción de la vida en el Neolítico en la Cova de l'Or.

Los habitantes de la cueva han sido denominados comunidad Benicadell-Serpis medio, estos grupos no suelen ser muy numeroso puesto que no superaría la cifra de 20 o 30 personas. En esta comunidad se incluye la cova de l’Or y otros asentamientos cercanos que presumiblemente tienen ocupaciones coetáneas. En sus cercanías encontramos la cova Negra de Gaianes, la cova del Frontó, la cova de l’Almud y el asentamiento al aire libre de Benàmer, se trata de un conjunto de yacimientos que pese a tener diversas tipologías se encuentran en la misma unidad geográfica. Las cuevas de una misma comunidad no se encuentran a más de 10 kilómetros de distancia, como ocurre con estas.

## Historia de las excavaciones
Se considera que su descubridor fue Rafael Pardo Ballester, quien hizo unas primeras prospecciones en el año 1933, tres años después en 1936 realiza la primera excavación amplia de la cueva. Después de la guerra civil española (1936-1939), esta tarea no se retomaría hasta la década de los 1950 por parte de Vicente Pascual Pérez, que entre 1952 y 1954 deposita en el museo de Alcoy una selección de fragmentos de cerámica recuperados de la cueva. En el año 1955, se hará cargo de las excavaciones el Servicio de Investigación Prehistórico de la diputación de Valencia, bajo el mando del mismo V. Pascual Pérez y J. San Valero, estos trabajos continuarán hasta 1958. En estas excavaciones, se destaca la importancia del yacimiento dentro del neolítico valenciano, hecho que se confirmó con el posterior estudio realizado por M. Hopf de los cereales carbonizados datados por el carbono 14, con resultados que alcanzan la fecha del 5550 antes de Cristo, estableciendo el horizonte inicial de la agricultura y la ganadería. Será también en estas excavaciones cuando se hallaron, en los sectores F y H, una serie de tubos realizados en hueso.
A finales de 1967 e inicios de 1968, como consecuencia de las acciones realizadas por los miembros de la Sección Arqueológica del Centro Excursionista de Alcoy en colaboración con el museo, se realizan sondeos entre los sectores llamados J y K, se diferencian los estratos arqueológicos y se recuperan piezas de las que no se sabe su procedencia estratigráfica por lo que hoy en día forman un conjunto único sin estratigrafía. En 1975 la excavación se reanudó bajo la dirección de Vicente Pascual, el equipo del Servicio de Investigación Prehistórica de Valencia y Bernat Martí Oliver que la retoman hasta 1958, en ella se hallaron aún varias piezas destacando tres tubos de hueso del sector K.

## Entorno vegetal de la Cova de l’Or

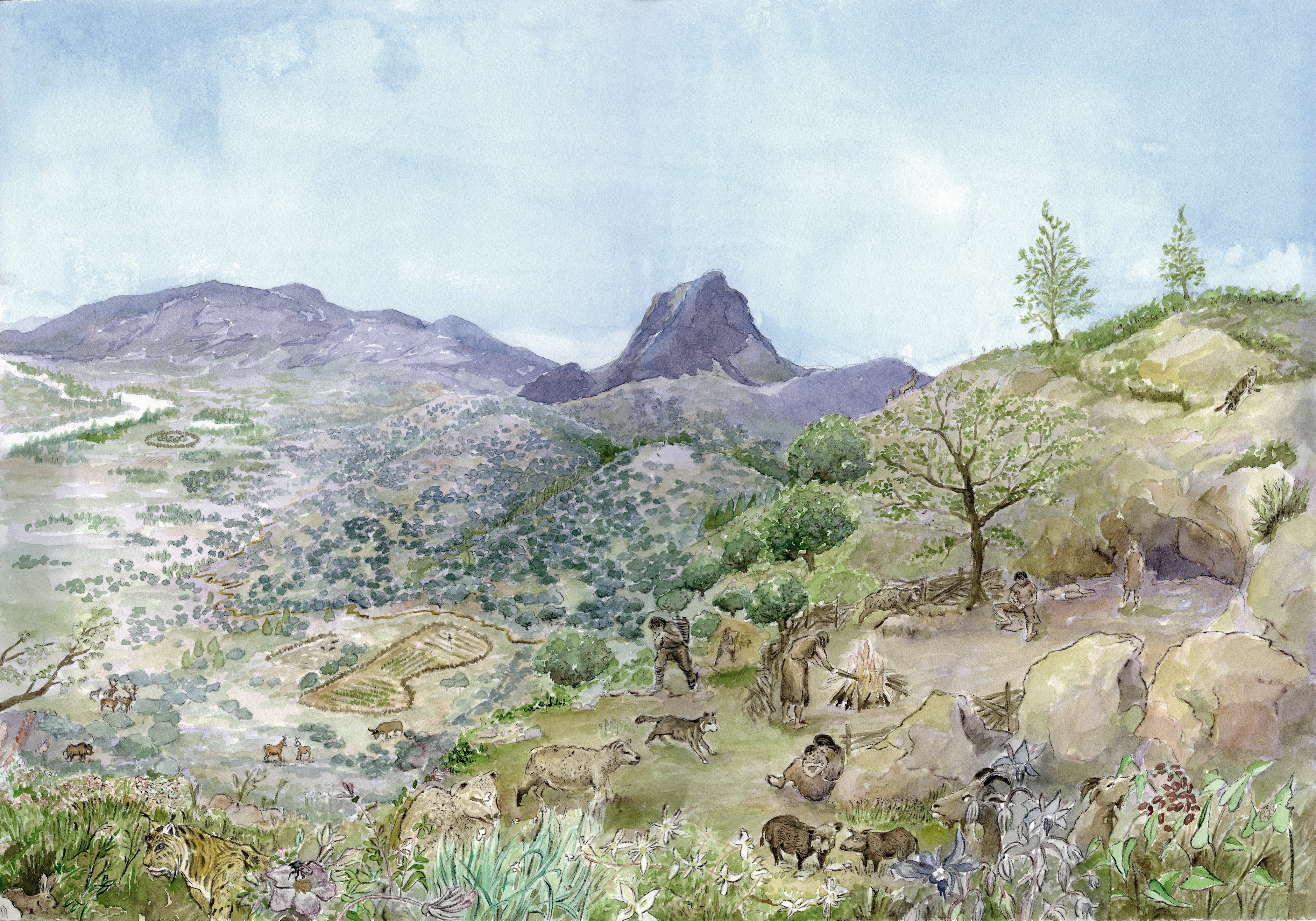
Paisaje de la Fauna y Flora

Análisis antracológicos realizados en las proximidades, muestran una pronta deforestación de los bosques para crear planicies y prados que permitieran el pastoreo y la agricultura.

## Hallazgos arqueológicos

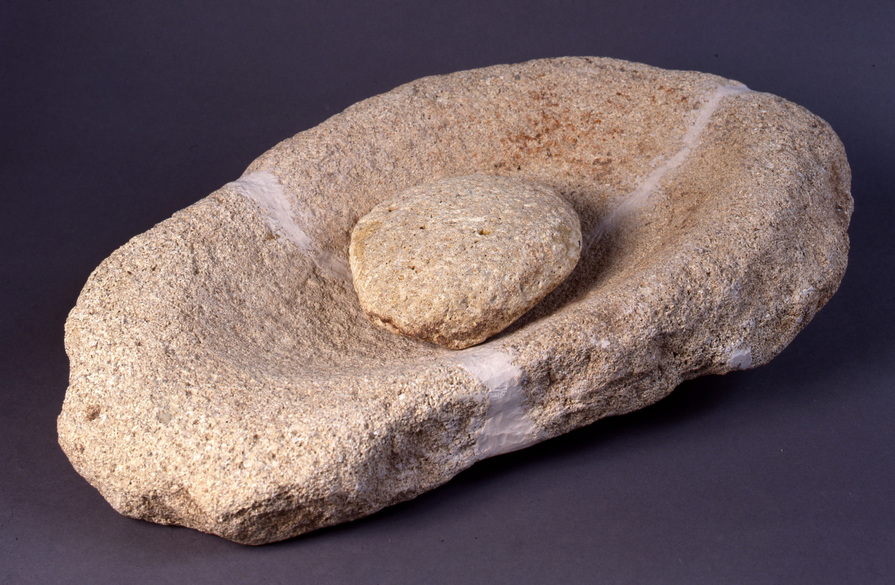
Mano de molino de piedra arenisca, de forma redondeada. Cova de l'Or.
Museo de prehistoria de valencia

La secuencia estratigráfica de la cueva resume la evolución del Neolítico valenciano. Alrededor del 5000 a. C. aparecen los primeros grupos de agricultores y pastores en la vertiente mediterránea de la península ibérica y por lo tanto se crearan nuevos elementos en la cultura material, objetos como: cerámicas, molinos de piedra, cucharas, decoración corporal como anillos de hueso y brazaletes, elementos de trabajo como hachas de piedra pulida y sobre todo, restos de cereales cultivados y de animales domésticos.

### Flora
En el interior de la cueva se han hallado abundantes restos de semillas de cereales carbonizadas que muestran el cultivo habitual de la zona, entre estas semillas se han identificado: el trigo, la cebada, guisantes, lentejas y habas entre otras. Las investigaciones llevadas a cabo por Maria Hopf en 1966 en la Cova de l'Or constataron que estos primeros habitantes neolíticos ya practicaban una agricultura.

### Fauna
Los animales que predominan son los domésticos de tipo ovicápridos, en especial la oveja y el cerdo, en menor medida la vaca y el perro. Entre los animales salvajes se han encontrado restos de conejos, ciervos, corzos, liebres, jabalíes, cabras montesas y el uro.

#### Malacofauna
Se han hallado gran cantidad de restos de malacofauna, siendo la gran mayoría de ellos elementos de adorno como las conchas marinas perforadas. Aunque también se han hallado siendo usadas como cuchara o recipientes para guardar materia colorante.

### Industria lítica

#### Sílex

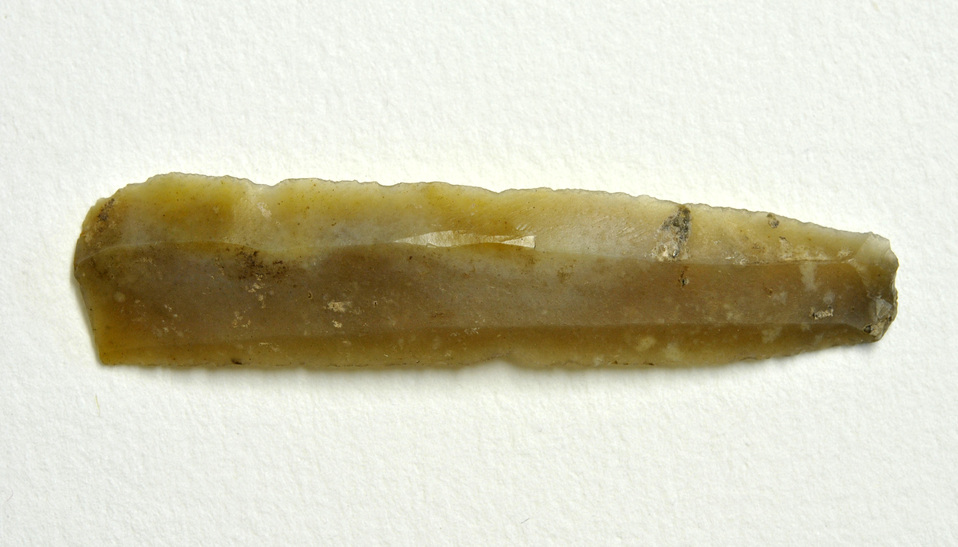
Hoja de sílex con señales de uso a ambos lados. Cova de l'Or.
Museo de prehistoria de Valencia.

Descubrimos en esta cueva bastantes muestras de sílex: hojas, hojitas retocadas y con señales de uso además de elementos de hoz, perforadores y objetos geométricos como trapecios o segmentos de círculo. En la última fase del neolítico aparecen las puntas de flecha con retoque bifacial y las hojas de mayor longitud. Objetos muy ligados a sus actividades tanto agrarias como ganaderas.
Investigaciones recientes estudiaron la función de una serie de piezas lítica realizadas en sílex estos elementos de hoz se insertaban en disposición oblicua en hoces curvas formando filos dentados, este tipo de herramientas coinciden con las usadas en las zonas de Andalucía y en el este peninsular.

#### Piedra pulida
Además de los objetos realizados en Sílex se descubrieron también hachas y azuelas realizase en piedra pulida destinada al trabajo de la madera y como elemento de adorno como brazaletes. Estos elementos realizados en piedra pulida son otro exponente de las nuevas tecnologías que el hombre dispondrá al hacerse agricultor.

### Industria cerámica
La mayoría de los hallazgos se exponen hoy en día en el Museo de Prehistoria de Valencia y en el Museo arqueológico Camil Visedo de Alcoy. Esos dos museos han realizado una gran labor de publicación y estudio de los materiales del yacimiento que han ayudado a la mejor comprensión del Neolítico valenciano, de entre todas estas publicaciones destacamos las realizadas por Mauro Severo Hernández Pérez en 1988, también hay catálogos muy completos de estas cerámicas publicadas por el museo Camil Visedo de Alcoy. A partir de las investigaciones realizadas sobre las cerámicas de la cueva, se ha descubierto que estas tiene una rica decoración particularmente del tipo impreso cardial, estas cerámica tienen un amplio repertorio de motivos antropomorfos que se han relacionado con varias manifestaciones rupestres del Arte Macroesquemático.

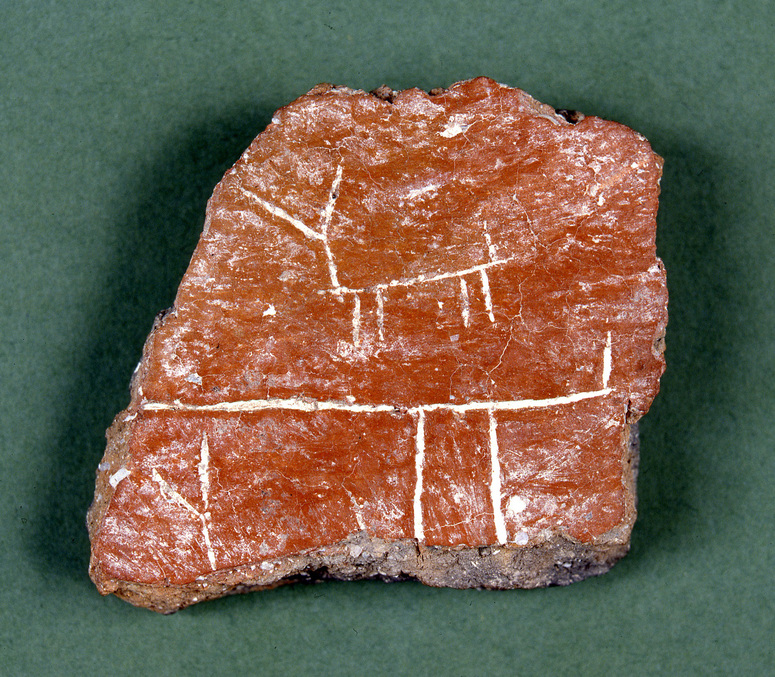
Fragmento de cerámica con decoración incisa donde se representan tres figuras de animales de forma muy esquemática. Cova de l'Or.
Museo de prehistoria de Valencia.

#### Cerámicas con figuración
Las últimas investigaciones en torno a la cerámica hallada en la Cova de l’Or muestran diversas decoraciones con figuras antropomorfas que se relacionarían con las manifestaciones rupestres del arte macro-esquemático.
En estas cerámicas se han encontrado representaciones de figuras humanas con los brazos y las manos levantadas. Las barras verticales son también un motivo importante dentro de estas cerámicas, estas barras verticales terminan con otras mucho más cortas oblicuas, para indicar así las extremidades a la manera de los antropomorfos en X o Y del llamado arte esquemático antiguo. Hay varias hipótesis sobre estas figuraciones desde la representación de una figura humana danzando a motivaciones religiosas de la figura humana.
Dentro de estas decoraciones figuradas se han hallado también una serie de representaciones de animales tales como cabras, ciervos y varias ciervas esquematizadas.

#### Cerámicas con decoración no figurada
De estas cerámicas se han hecho amplios y detallados estudios, dividiendo la producción y los tipos en distintas época y clasificándolas según su decoración. La clasificación a la que se ha llegado es la siguiente:
- 1.Decoración cardial.

Esta decoración se realizó por medio de la aplicación de diversas partes de una concha de Cardium edule sobre la superficie aún blanda del recipiente.
- a. Decoración cardial en el borde, impresiones cardiales de concha dentada perpendicular, oblicua, doble o reflejada.
- b. Decoración cardial de natis.
- c. Decoración del arrastre cardial.
- d. Impresión cardial en labios y cordones.

- 2. Cordones como elementos decorativos.

- a. Cordones lisos.
- b. Cordones impresos no cardiales.
- c. Cordones impresos cardiales.

- 3. Decorados con impresiones de granadina.
- 4. Impresiones de concha no dentada.
- 5. Impresiones con instrumento de punta única.

- a. Objetos de punta roma.
- b. Objetos de punta aguzada.

- 6. Las incisiones.
- 7. El uso de colorante.

- a. Rellenar de colorante las decoraciones para resaltarlas, colores descubiertos, rojo, blanco y combinación de estos.
- b. Utilizar la pintura para realizar composiciones independientes.
- c. Realizar un baño de colorante sobre toda la superficie, se han distinguido tres técnicas diversas: almagra, engobe y aguada.

- 8. Decoración impresa sobre labios.

#### Evolución de la cerámica no figurada de la Cova de l’Or

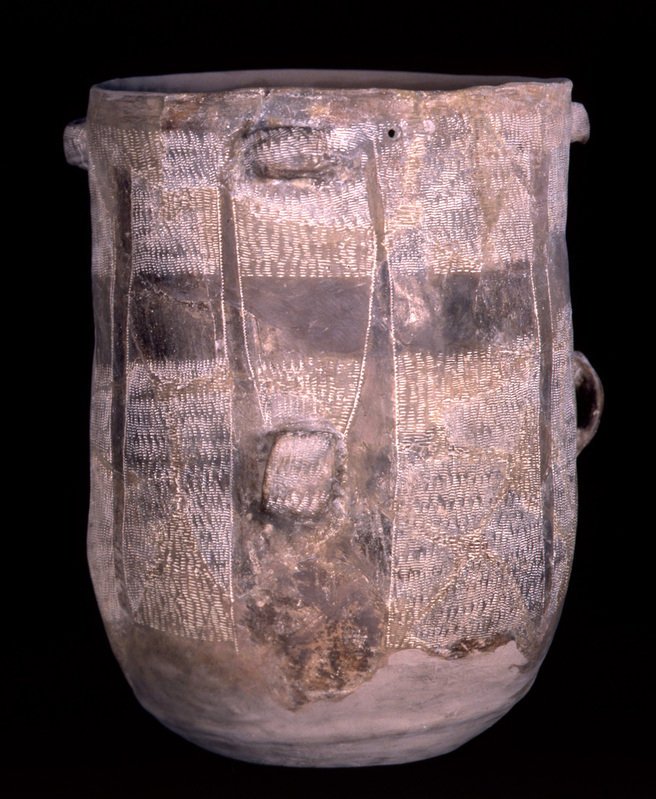
Gran vaso de forma troncocónica con tres asas en su parte superior de disposición simétrica y horizontal. Cova de l'Or.
Museo de prehistoria de Valencia

La primera ocupación corresponde al neolítico antiguo inicial, las cerámica de esta época se caracterizan por estar decoradas con cardial y cordones impresos. La técnica cardial se observa en todas sus variedades y está presente en todos los estratos inferiores de la cueva. En este periodo se desarrolla también una variedad de los motivos figurados. Este es periodo en el que la Cova de l’Or es habitada con mayor intensidad, coincidiendo con la máxima producción de cerámica con decoraciones más complejas y una mayor variedad técnica. La decoración más representada sigue siendo el cardial, en segundo lugar encontramos de nuevo los cordones tanto impresos como lisos, aunque la presencia de esto últimos es escasa. Es en estas fechas en las que comienza a aparecer de forma más seguida la decoración de gradina.
En el Neolítico antiguo epicardial las técnicas decorativas sufren una ruptura con respecto a los niveles anteriores, aumentado el porcentaje de cerámica no decoradas y se documentan las primeras cerámicas peinadas que comienzan a sustituir a la decoración de gradina y las cerámicas cardiales cuyo porcentaje decrece de forma notable en este periodo. La decoración de cordones sigue presente aunque los cordones lisos comienzan a utilizarse en mayor medida que los impresos. La decoración en gradina alcanza ahora su mayor representación y desaparecerá en el epicardial final.
En la transición del VI al V milenio acontece el Neolítico Medio, su característica principal será la sustitución de la cerámica cardial por las cerámicas incisas, acanaladas e impresas. Las superficies peinadas de las cerámicas alcanzan ahora su máxima representación. En estos momentos la ocupación de la cueva es menos intensa y esporádica por lo que el registro estratigráfico es más difícil.
La secuencia se cierra en el neolítico final que se inicia en el 4300 a. C., el elemento característico de este periodo es la cerámica con decoración esgrafiada.

### Industria ósea

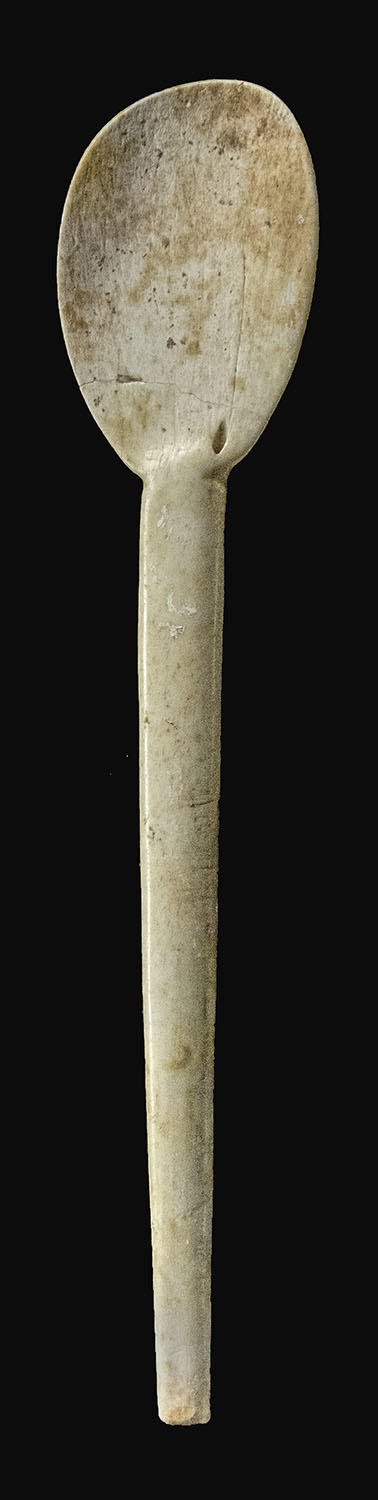
Cuchara de hueso. Cova de l'Or. Museo de prehistoria de Valencia.

En la Cova de l’Or ha aparecido una gran cantidad de elementos realizados en hueso, cucharas, punzones, espátulas dentadas a modo de gradinas, agujas, mangos, anillos, cuentas de collar y otros varios que son elementos habituales en diversos yacimientos del mismo periodo.

#### Cucharas de hueso
En el periodo neolítico se accede a un nuevo estilo de vida, estas nuevas costumbres afectan también a la alimentación, al tipo de comida, a su elaboración y su ingesta. En la Cova de l'Or se han localizado varios ejemplares de estas cucharas de hueso, la gran mayoría de ellas son cucharas que se fabrican con huesos largos sobre diáfasis de rumiantes y mamíferos, aunque también se han hallado cucharas realizadas con costillas. Su funcionalidad puede variar, desde su uso para la preparación de alimentos, como para el consumo de estos. Sin embargo se han hallado ejemplares en la Cova de l'Or que tenían restos de pigmento rojo, por lo que podríamos asociar también estas cucharas a la preparación y manipulación de sustancias colorante.

#### Tubos de hueso
Los tubos de hueso son los elementos más extraños encontrados en la Cova de l’Or, fabricados la mayoría de ellos con ulnas o radios de grandes aves como buitres o águilas de diversos géneros, aunque también se han hallado realizados sobre tibias de ovicaprino.
Se han identificado en la actualidad como instrumentos musicales del tipo flauta de pan o siringas y flautas monocálamas o silbatos aunque otras hipótesis apuntan a tubos usados para sorber alguna clase de líquido. Este tipo de elementos se han encontrado en distintos contextos, cronologías y yacimientos neolíticos que nos indican que hay una generalización de elemento. El conjunto encontrado en la Cova de l’Or consta de 29 restos, de tallas grandes y medianas, se han estudiado y descubierto 12 enteros de diversos huesos: 8 ulnas, 3 radios y un tibiotarso. Los fragmentados proceden de 9 ulnas, 3 radios y un tibio de ovicaprino. La mayoría de estos tubos de hueso proceden de las campañas de excavación realizadas entre 1955 y 1958 en los sectores denominados como F y H. Entre 1975 y 1984 en el sector K se hallaron otros 3 tubos.

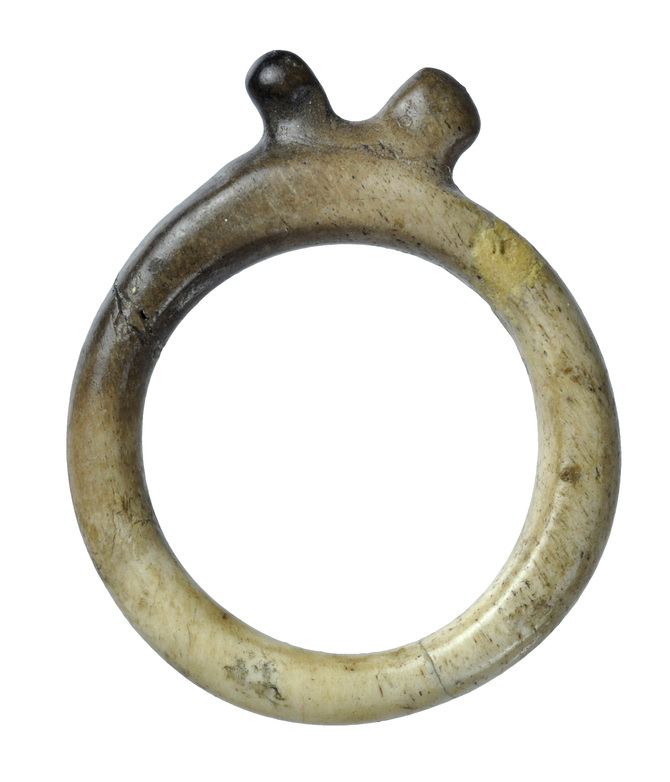
Anillo de hueso con dos pequeños apéndices globulares. Cova de l'Or.
Museo de prehistoria de Valencia.

Este tipo de elementos se han descubierto también en otras cuevas y en registros procedentes de épocas del Paleolítico superior por lo que no son una invención exclusiva del Neolítico. En estudios reciente se ha llegado a la conclusión de que podrían ser instrumentos musicales como flautas, el número de tubos de la Cova permiten conjeturar que no todos pertenecen a un único instrumento, los creados en el hueso del mismo tipo de animal formarían una flauta de pan o siringa con los tubos unidos y otros serían flautas monocalamas o de silbato. Estos tubos podrían tener tapados los extremos con cera o arcilla o simplemente cubrirlo con los dedos cuando se utilizasen.

#### Joyas de hueso
Otros elementos fabricados en hueso son los adornos corporales,son producto del nuevo estilo de vida que se llega a través del Neolítico y de su nueva economía de producción. Se han localizado una gran variedad de joyas de hueso en los distintos yacimientos prehistóricos de la Comunidad Valenciana, entre estos yacimientos hay que destacar el de la Cova de l'Or por su gran cantidad de materiales descubiertos, unos 714 ejemplares que fueron trasladados al Museo arqueológico municipal de Alcoy. Se han hallado cuentas de diversas morfologías, desde discoidales, cilíndricas y bitroncocónicas hasta de Vértebra de Pez. También se han localizado colgantes, destacando los colgantes sobre diente entero del que se han recuperado unos 18 ejemplares, también se han localizado colgantes triangulares, cónicos y curvos pero en menor cantidad. El anillo es también otro objeto de la decoración corporal que se realiza en hueso, en la Cova de l'Or se han encontrado ejemplares en muy buenas condiciones. Los brazaletes son realizado en hueso y se hallan de forma común en la Cova.

### Materia colorante
La hematita y el cinabrio son los dos materiales colorantes descubiertos dentro de la Cova de l’Or. Los dos de origen mineral y de color rojizo.

#### Hematita
La hematita es el material más frecuente y con mayor cantidad dentro de la cueva, puesto que su extracción era muy sencilla y es muy abundante en el contexto regional. Este tipo de pigmento se ha descubierto también en cuevas cercanas como son la de la cova de la Sarga o la cova fosca de la Vall d’Ebo. En las excavaciones de 1952 del centro excursionista de Alcoy se encontró un vaso del Neolítico antiguo cardial que era un recipiente con pitorro vertedor y asa que debió ser usado para contener algún tipo de líquido, al romperse su asa el vaso dejó de tener esta función y pasó a ser un vaso en el que se almacenaba este pigmento rojo, se realizaron estudios arqueométricos de esta materia.
El proceso de manipulación de la materia prima procedente de las hematitas acontecía en la misma cueva puesto que se descubrió también en su interior las herramientas usadas como molinos, machacadores, cucharas y otras, todas ellas cubiertas de pigmento rojo. Al llegar esta materia a la cueva, sufre un proceso puede ser usado de manera directa sobre una materia blanda como si fuera un lápiz o puede sufrir una molturación para obtener polvo, los estudios realizados han demostrado que a este polvo se le solía añadir cuarzo a modo de carga y se guardaba. Sus posibles usos van desde el enmangue de piezas líticas, el adobado de pieles, la decoración de cerámicas u ornamento y finalmente la elaboración de pigmentos puesto que también se descubrió que a algunas de las muestras se les había añadido arcilla lo que aumentaba su consistencia y adherencia.

#### Cinabrio
El cinabrio se encontró en una concha de tipo Glycymeris. Esta se suele usar a modo de cuchara para manipular la materia prima o para almacenar cantidades pequeñas de esta. Gracias a recientes estudios arqueométricos se descubrió que este pigmento rojo no era una hematita sino un sulfuro de mercurio. Hasta la fecha no se había documentado el uso del cinabrio en otros yacimientos neolíticos valencianos fuera del contexto funerario y megalítico.
En la cova de l’Or el cinabrio sufre un proceso de molturación para convertirlo en polvo y así utilizarlo más fácilmente. Su uso es menos frecuente que el de la hematita puesto que es más difícil de extraer, por lo que también se baraja la posibilidad de que se obtuviese por medio de intercambios de cierta distancia.
Su uso es difícil de deducir pero se piensa que podría ser utilizado por sus cualidades antisépticas y preservativas o por el valor simbólico que tenía ya que era un material de difícil adquisición.

## Galería

Objetos
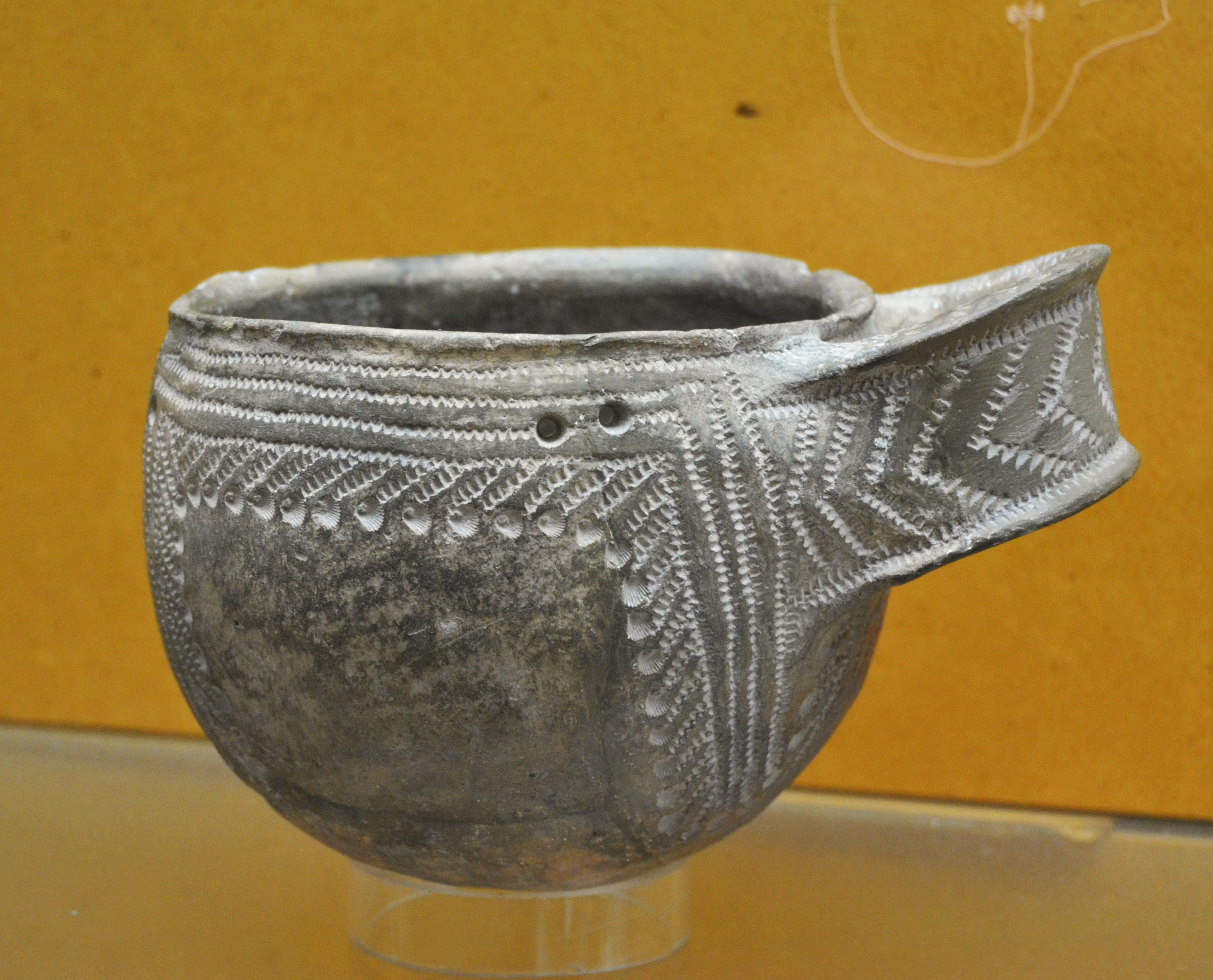
Vaso con decoración impresa cardial. Cova de l'Or. Museo de prehistoria de Valencia.
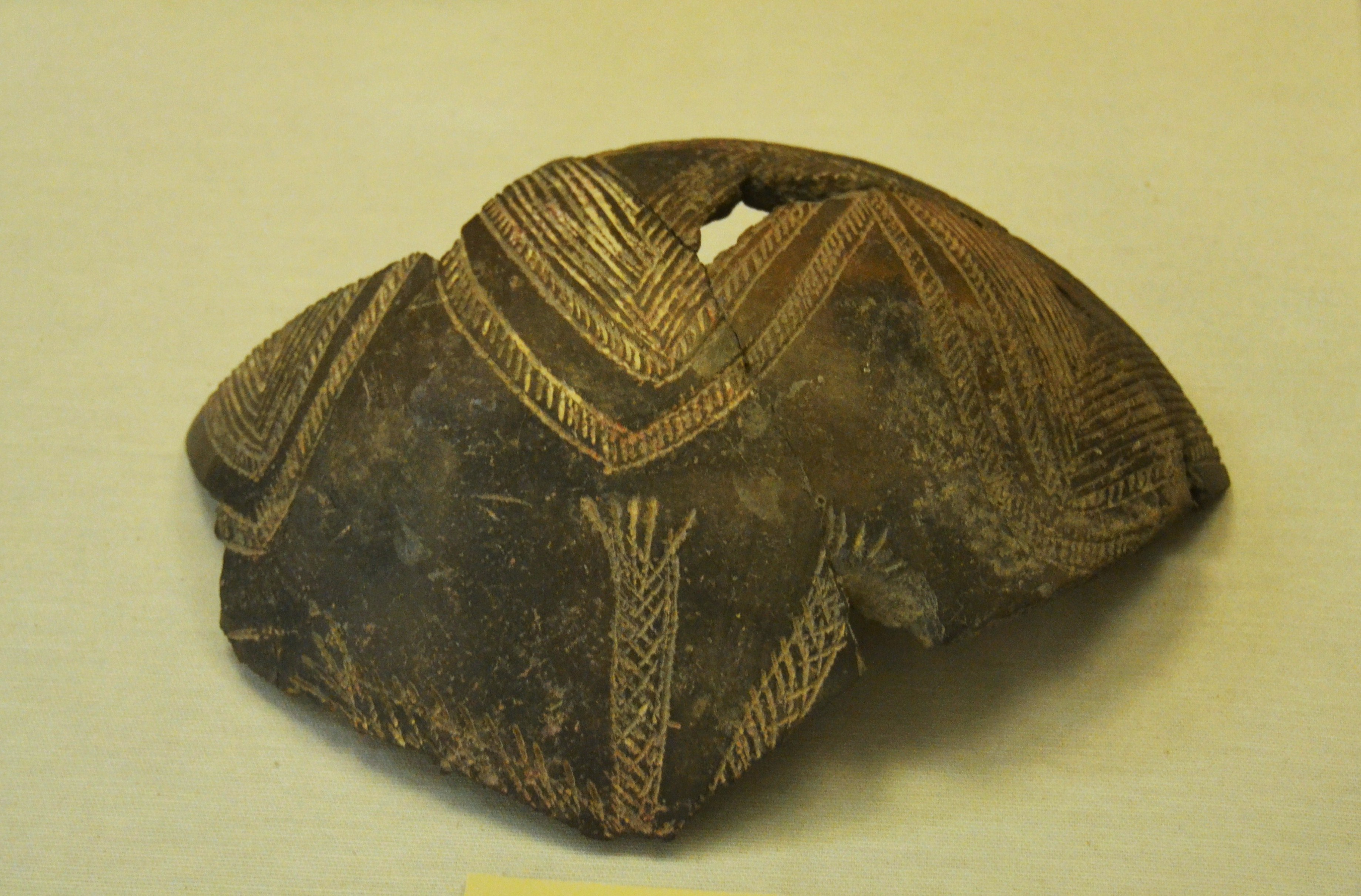
Fragmento de cerámica con decoración antropomorfa. Cova de l'Or. Museo de prehistoria de Valencia.
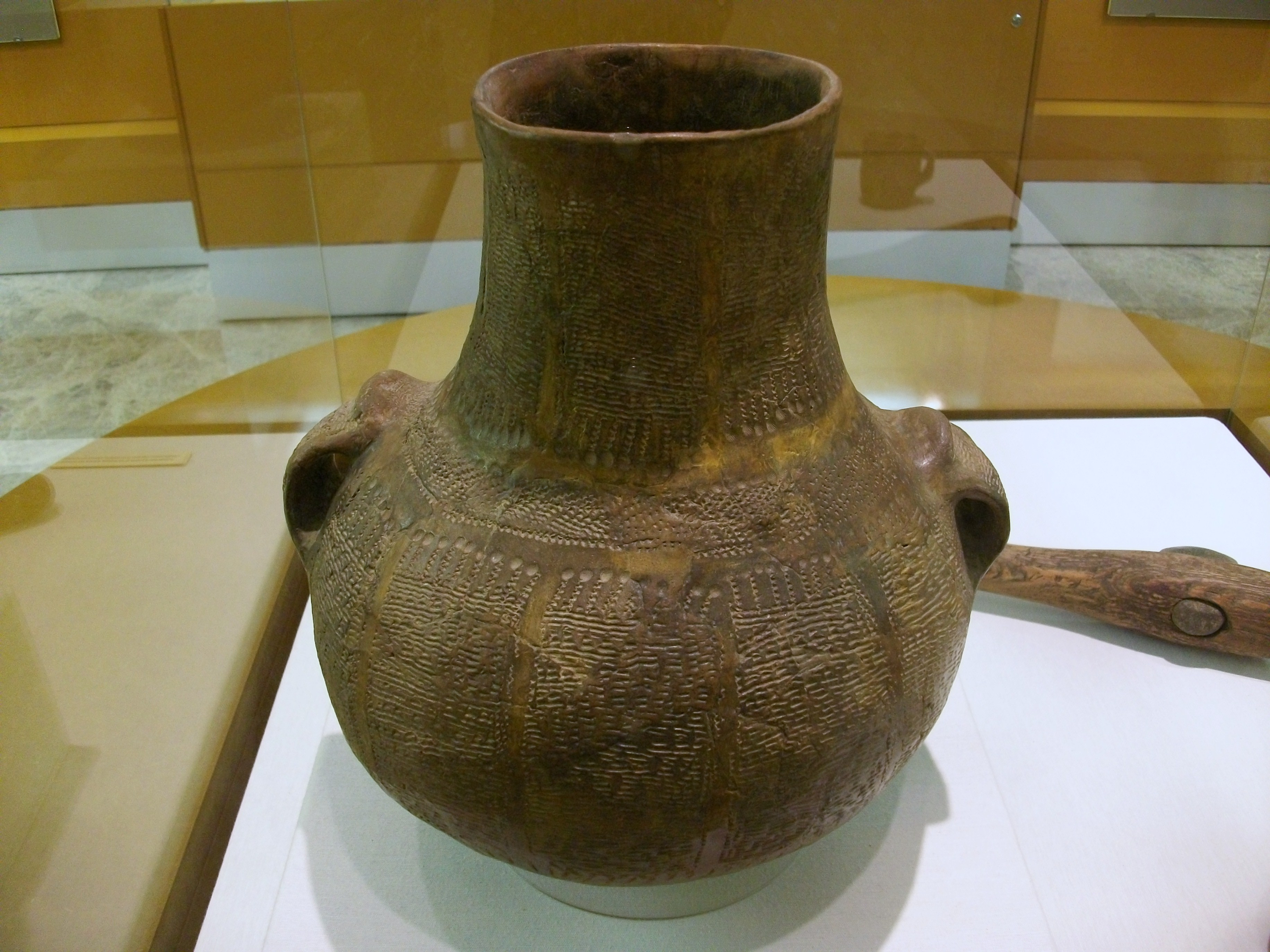
Vaso con decoración impresa cardial. Cova de l'Or. Museo de prehistoria de Valencia.

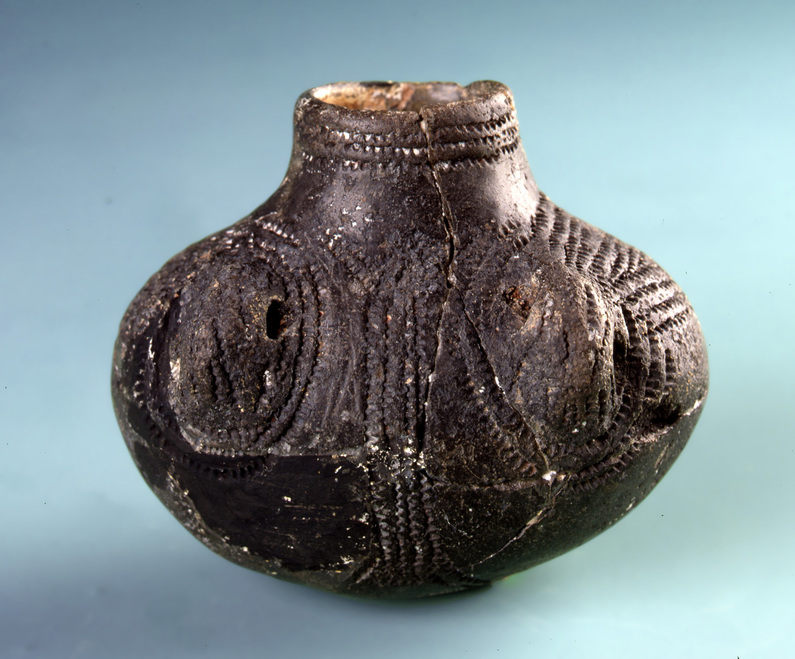
Tonelete con cuello recto y dos asas anulares verticales y asimétricas. Cova de l'Or. Museo de prehistoria de Valencia.
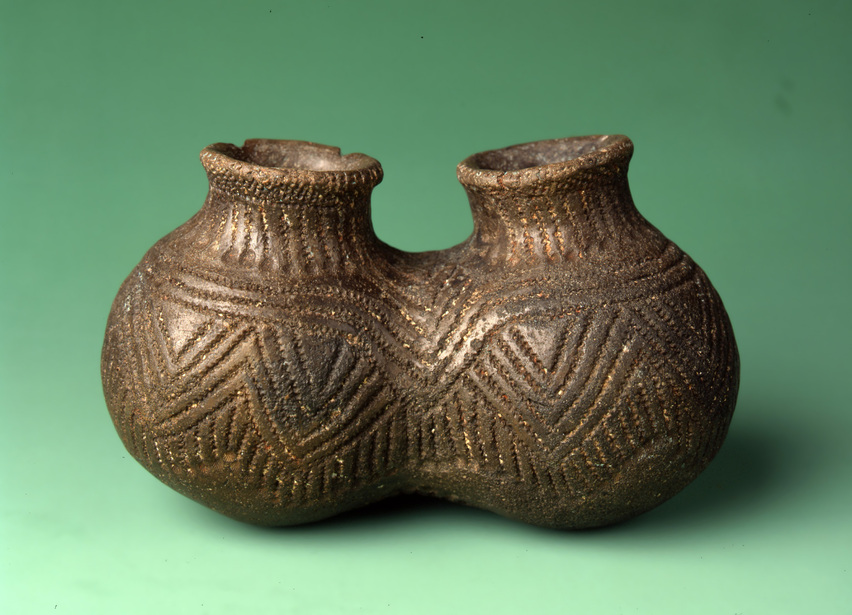
Pequeño vaso geminado con decoración impresa cardial, con dos asas de cinta horizontales asimétrica. Cova de l'Or. Museo de prehistoria de Valencia.